# Elisa (система спутников)
Elisa (Electronic Intelligence Satellite — англ. Электронный разведывательный спутник) — система из четырёх микроспутников массой 130 кг используемая французским министерством обороны для радиоэлектронной разведки. Основной задачей системы является отработка технологий для космических аппаратов, способных обнаруживать радары на поверхности земли из космоса. Разработка, изготовление и запуск аппаратов оплачивались Генеральной дирекцией по вооружению (DGA) министерства обороны Франции. Основным направлением деятельности заказчика является разработка передовых технологий для использования в производстве оружия для французских вооружённых сил. 
Спутники были выведены российской РН «Союз» 16 декабря 2011 года с космодрома Куру во Французской Гвиане, на солнечно-синхронную орбиту высотой около 700 км. Все спутники находятся в нескольких километрах друг от друга. Обработка перехваченных сигналов осуществляется на спутниках и позволяет определить местоположение радара и его тип.

## Задачи системы
Основной задачей системы «Элиза» и других подобных ей является обнаружение радаров ПВО вероятного противника. В случае вооружённого конфликта подобная информация может способствовать уменьшению потерь своей и союзной ударной авиации.
В настоящее время Франция является единственной страной Европы, не считая России, развивающей космический сегмент системы радиоэлектронной разведки.

## История
Четыре спутника были запущены РН Союз с разгонным блоком  Фрегат-МТ из космического центра во французской Гвиане. 
Ожидается, что DGA будет эксплуатировать аппараты ELISA в течение трёх лет. Полученный опыт планируется использовать при разработке системы CERES, которая является «наследницей» Элизы. Программу планируется завершить до конца текущего десятилетия. Спутники перспективной системы должны будут не только определять местоположение работающих радаров, но и вести радиоперехват переговоров. Программа CERES задумана как логическое завершение 15-летних усилий Французского МО по созданию собственного сегмента системы радиоразведки в космосе. Разработка новых для Франции технологий начиналась с КА Cerise и Clementine и была продолжена запуском спутника Essaim в 2004 с целью проверки технологий радиоперехвата сообщений абонентов, находящихся на поверхности земли.